# Сосновський Володимир Іванович
Володимир Іванович Сосновський (17 червня 1896, село Івашки Супрунівської волості Полтавського повіту Полтавської губернії, тепер Полтавського району Полтавської області — ?) — радянський діяч, відповідальний секретар Полтавського окружного комітету КП(б)У.

## Життєпис
Народився в бідній селянській родині. Закінчив Супрунівське трикласне училище Полтавської губернії. У дитячому війці втратив батьків. Після закінчення училища до 1913 року був хлопчиком в аптеці, наймався на поденні роботи в місті Полтаві. З 1913 до 1915 року працював у нотаріуса Бєлецького та в конторах інших нотаріусів Полтави.
У 1915—1916 роках — письмовод (писар) приватного госпіталю Червоного Хреста в Полтаві. З 1916 до грудні 1917 року служив старшим писарем 295-го полку російської імператорської армії, учасник Першої світової війни. Після Лютневої революції 1917 року обирався членом полкового комітету.
З січня 1918 року — секретар сільської ради, секретар волосної ради в Полтавській губернії. Працював інструктором селянського відділу виконавчого комітету Полтавської губернської ради. Під час втечі радянської влади при наступі німецьких військ весною 1918 року — секретар Полтавського губернського евакуаційного відділу.
У часи УНР та Української Держави перебував у підпіллі, працював машиністом у Полтавському губернському продовольчому комітеті.
Після захоплення України більшовиками з квітня 1919 року — секретар виконавчого комітету Полтавської повітової ради.
Член РКП(б) з травня 1919 року.
Під час наступу білогвардійських військ генерала Денікіна в серпні 1919 року був секретарем Полтавської губернської ліквідаційної комісії. Переїхав до Москви та був призначений у жовтні 1919 року на роботу в Сибір уповноваженим Народного комісаріату закордонних справ РРФСР. По дорозі до Челябінська був комендантом поїзду Народного комісаріату закордонних справ РРФСР. Після приїзду до Челябінська поїхав на підпільну роботу в тил армії адмірала Колчака, приєднався до радянського повстанського загону в Сибіру. Захворів тифом, довгий час лежав у лікарні. Після одужання направлений до Української СРР.
З квітня 1920 року — завідувач відділу управління та заступник голови виконавчого комітету Полтавської повітової ради Полтавської губернії. У червні — вересні 1920 року — т.в.о. голови виконавчого комітету Полтавської повітової ради.
З листопада 1920 року — член президії Полтавського повітового комітету КП(б) Полтавської губернії.
У 1924—1925 роки — відповідальний секретар Полтавського окружного комітету КП(б)У.
Подальша доля невідома.